# Breitenbach (Sangerhausen)
Breitenbach ist ein Ortsteil der Stadt Sangerhausen im Landkreis Mansfeld-Südharz in Sachsen-Anhalt.

## Geographie
Breitenbach liegt abseits der großen Verkehrsadern im Südharz, etwa 15 km nordwestlich der Kreisstadt Sangerhausen.

## Geschichte
Breitenbach gehörte zur Herrschaft der Grafen zu Stolberg und war ein Dorf im Amt Wolfsberg der Grafschaft Stolberg-Roßla. 1819 lebten hier 273 Einwohner in 49 Häusern.
Von 1952 bis 1990 gehörte Breitenbach zum DDR-Bezirk Halle.

### Eingemeindungen
Bis 2005 war Breitenbach eine politisch eigenständige Gemeinde. Am 1. Oktober 2005 wurde sie nach Sangerhausen eingemeindet.

### Einwohnerentwicklung
| Jahr      | 1819 | 1910 | 1933 | 1939 | 1970 | 2004 | 2020 |
| --------- | ---- | ---- | ---- | ---- | ---- | ---- | ---- |
| Einwohner | 273  | 358  | 361  | 354  | 350  | 286  | 215  |

## Religion
Breitenbach gehörte ursprünglich zum Archidiakonat Jechaburg des Erzbistums Mainz. Unter Botho zu Stolberg wurde in der ersten Hälfte des 16. Jahrhunderts in der Grafschaft Stolberg, zu der Breitenbach damals gehörte, die Reformation eingeführt. Dadurch wurde die Bevölkerung von Breitenbach protestantisch.
Die St.-Martin-Kirche, die einzige Kirche von Breitenbach, gehört zum Pfarrbereich Roßla im Kirchenkreis Eisleben-Sömmerda der Evangelischen Kirche in Mitteldeutschland. Die heutige Kirche wurde als Ersatz für einen gleichnamigen Vorgängerbau 1824/25 errichtet. Ihre Orgel wurde 1869 vom Orgelbauer Julius Strobel angefertigt.
Durch die Flucht und Vertreibung Deutscher aus Mittel- und Osteuropa infolge des Zweiten Weltkriegs zogen ab 1945 wieder Katholiken in größerer Zahl nach Breitenbach. Sie gehörten zunächst zur Herz-Jesu-Pfarrei in Sangerhausen. Ab Mitte 1945 bildete sich in Breitenbach eine katholische Gemeinde. 1947 ließ sich ein Vikar der Pfarrei Sangerhausen in Breitenbach nieder, er nahm Wohnung im Gasthaus Zum Weißen Hirsch. Am 1. November 1947 wurde die Kuratie Breitenbach errichtet, zu der anfangs rund 1000 Katholiken aus Breitenbach und neun umliegenden Ortschaften gehörten. Die katholischen Gottesdienste der Kuratie Breitenbach fanden in der evangelischen St.-Martin-Kirche statt, zur Errichtung eines katholischen Gotteshauses kam es in Breitenbach nicht. Bis 1970, damals gehörten nur noch rund 300 Katholiken zur Kuratie, war die Kuratie Breitenbach mit einem Priester besetzt. Heute gehören Katholiken in Breitenbach wieder zur Pfarrei Sangerhausen.

## Verkehr
Es besteht eine Busverbindung in die umliegenden Orte.